# 올앳
올앳(영어: Allat)은 대한민국의 기업으로, KG그룹 계열사이다.
KG올앳은 존경받는 기업, 자랑스러운 회사라는 가치를 지향하며, 고객에게 삼성올앳카드와 올앳페이 전자결제서비스를 제공한다.

## 삼성올앳카드
삼성올앳카드는 올앳이 삼성카드와 제휴해 만든 선불카드이며, 대한민국 금융선불카드의 시초라고 볼 수 있다.
선불카드 특성상 나이제한 없이 누구나 발급이 가능하나, 만14세 미만은 부모님 동의가 있어야 발급이 가능하다(외국인의 경우, 외국인등록증 확인 후 발급 가능).
충전된 잔액 내에서 사용이 가능하며, 충전은 우리은행 가상계좌, CMS, 삼성카드(신용카드만 해당)로 가능하다.
자체카드와 다양한 제휴카드를 통해 가입자가 원하는 서비스를 받을 수 있고, 우수카드 혜택이 있다.
카드 사용에 따른 머니백을 지급하고 있으며, 머니백은 사용 금액의 일정 %를 현금으로 돌려주는 리워드 시스템이다.
또한 일반 사업자와 법인 사업자를 위한 사업자용 선불 법인카드를 발급하고 있다.
2014년 6월 30일, 운영이 중단되었다.

## 연혁
- 2000년 3월 (주)올앳 설립
- 2012년 12월 전 카드 신규 발급 중단
- 2014년 6월 30일 운영 중단

## 발급 기관
- 삼성카드

## 취급 카드
삼성올앳카드는 삼성국내전용카드로만 발급된다.
- 삼성국내전용카드 (취급중)

## 같이 보기
- 삼성카드
- 선불카드
- 올앳페이